# Hattula
Hattula är en finländsk kommun i landskapet Egentliga Tavastland. Hattula har 9 405 invånare och har en yta på 427,39 km².
Hattula är enspråkigt finskt.
Tyrväntö är en före detta kommun, som numera ingår i Hattula. Några egendomar i kommunen är Albacka, Herrenäs, Kristinehov, Stjärnsund, Suontaka och Vesunda.

## Styre och politik

### Mandatfördelning i Hattula kommun, valen 1976–2021
| 3 | 10 | 5 |  |  | 7 |

| 2 | 10 |  | 5 |  |  | 7 |

|  | 11 |  | 6 | 8 |

| 2 | 13 | 5 | 2 |  | 12 |

| 2 | 14 | 6 | 2 |  | 10 |

| 2 | 11 | 7 | 2 |  | 12 |

|  | 11 | 10 |  | 12 |

|  | 10 | 10 | 5 |  | 8 |

| 22 | 13 |

|  | 10 |  | 4 | 4 | 2 | 13 |

| 24 | 11 |

| 9 |  | 6 | 8 |  | 10 |

| 24 | 11 |

| 2 | 9 | 3 | 2 | 6 | 3 | 10 |

| 25 | 10 |

| 2 | 6 |  | 2 | 7 | 4 | 2 | 9 |

| 21 | 12 |

### Vänorter
Hattula har åtminstone följande vänort:
- Wickede, Tyskland, sedan 1987

## Demografi

### Befolkningsutveckling
| Befolkningsutvecklingen i Hattula kommun 1975–2020                                                           | Befolkningsutvecklingen i Hattula kommun 1975–2020 | Befolkningsutvecklingen i Hattula kommun 1975–2020 | Befolkningsutvecklingen i Hattula kommun 1975–2020 | Befolkningsutvecklingen i Hattula kommun 1975–2020 |
| --- | -------------------------------------------------- | -------------------------------------------------- | -------------------------------------------------- | -------------------------------------------------- |
| |                                                    |                                                    |                                                    |                                                    |
| År |                                                    |                                                    | Folkmängd                                          |                                                    |
| 1975 | 1975                                               |                                                    | 7 649                                              |                                                    |
| 1980 | 1980                                               |                                                    | 7 391                                              |                                                    |
| 1985 | 1985                                               |                                                    | 7 999                                              |                                                    |
| 1990 | 1990                                               |                                                    | 8 724                                              |                                                    |
| 1995 | 1995                                               |                                                    | 9 108                                              |                                                    |
| 2000 | 2000                                               |                                                    | 9 131                                              |                                                    |
| 2005 | 2005                                               |                                                    | 9 332                                              |                                                    |
| 2010 | 2010                                               |                                                    | 9 657                                              |                                                    |
| 2015 | 2015                                               |                                                    | 9 747                                              |                                                    |
| 2020 | 2020                                               |                                                    | 9 389                                              |                                                    |
| Anm: Uppgifterna avser förhållandena den 31 december nämnda år enligt områdesindelningen den 1 januari 2022. |                                                    |                                                    |                                                    |                                                    |

### Språk
Befolkningen efter språk (modersmål) den 31 december 2022. Finska, svenska och samiska räknas som inhemska språk då de har officiell status i landet. Resten av språken räknas som främmande. För språk med färre än 10 talare är siffran dold av Statistikcentralen på grund av sekretesskäl.
| Språk                        | Talare 2022-12-31 | Talare 2022-12-31 |
| Språk                        | Antal             | Andel (%)         |
| ---------------------------- | ----------------- | ----------------- |
| Hela befolkningen            | 9 359             | 100,0             |
| Inhemska språk totalt        | 9 159             | 97,9              |
| Finska                       | 9 119             | 97,4              |
| Svenska                      | 40                | 0,4               |
| Främmande språk totalt       | 200               | 2,1               |
| Estniska                     | 42                | 0,4               |
| Ryska                        | 29                | 0,3               |
| Engelska                     | 19                | 0,2               |
| Thailändska                  | 15                | 0,2               |
| Polska                       | 14                | 0,1               |
| Tyska                        | 12                | 0,1               |
| Arabiska                     | 10                | 0,1               |
| Turkiska                     | 10                | 0,1               |
| Språk med färre än 10 talare | 49                | 0,5               |

|  | Finska (97,4 %) |

|  | Svenska (0,4 %) |

|  | Främmande språk (2,2 %) |

|  | Finska (97,4 %) |

|  | Svenska (0,4 %) |

|  | Främmande språk (2,2 %) |

## Sevärdheter
Det heliga korsets kyrka i Hattula är den äldsta kyrkan i Tavastland. En kyrka i Hattula omnämns första gången 1324.
Det finns också två andra kyrkor i Hattula: Hattulas nya kyrka och Tyrväntö kyrka.
Pansarbrigaden (PsBr) har sin stab förlagd i Parolannummi i Hattula. Brigaden är en finsk pansarbrigad inom Finlands försvarsmakt som verkat i olika former sedan 1942.